# Thésée
Thésée – miejscowość i gmina we Francji, w Regionie Centralnym, w departamencie Loir-et-Cher.
Według danych na rok 1990 gminę zamieszkiwały 1074 osoby, a gęstość zaludnienia wynosiła 61 osób/km² (wśród 1842 gmin Regionu Centralnego Thésée plasuje się na 365. miejscu pod względem liczby ludności, natomiast pod względem powierzchni na miejscu 764.).